# Вірилізм
Вірилізм — (лат. virilis — чоловічий, властивий чоловікові) — розвиток чоловічих вторинних статевих ознак, стосовно обох статей.
Чоловічі вторинні статеві ознаки: зниження й огрубіння голосу, ріст волосся на обличчі та тілі за чоловічим типом, перетворення пушкового волосся на обличчі та тілі в термінальні, посилення секреції поту та зміна його запаху, у чоловіків — збільшення розмірів статевого члена і яєчок до генетично заданого максимуму, пігментація мошонки та розвиток складчастості шкіри мошонки, пігментація сосків, формування чоловічого обличчя та скелета, збільшення розмірів простати та кількості секрету в ній. При певній генетичній схильності андрогени можуть викликати облисіння голови за чоловічим типом, збільшується м'язова маса та сила, знижується загальна кількість підшкірного жиру і зменшується індекс жирової маси по відношенню до м'язової маси, але можуть збільшитися відкладення жиру за чоловічим типом (на животі), при одночасному зменшенні відкладень жиру в типово жіночих місцях (сідниці, стегна та груди).
У жінок андрогени в характерних для чоловіків концентраціях викликають збільшення розмірів клітора та статевих губ і зближення статевих губ (що робить їх більш схожими на мошонку), часткову атрофію молочних залоз, матки й яєчників, припинення менструацій й овуляцій, безпліддя. У вагітної на ранніх стадіях високі концентрації андрогенів викликають викидень у зв'язку із зупинкою росту розмірів матки й створюється в матці «тіснотою» для плода, попри те, що самі по собі андрогени викликають розслаблення мускулатури матки подібно прогестерону.